# Eurosia grisea
Eurosia grisea là một loài bướm đêm thuộc phân họ Arctiinae, họ Erebidae.